# Irány a nagyi
Az Irány a nagyi (eredeti cím: To Grandmother's House We Go) 1992-ben bemutatott amerikai karácsonyi témájú televíziós filmvígjáték, melyet Jeff Franklin rendezett, az Olsen ikrek főszereplésével.

## Cselekmény
Két kislány Sarah Tompson (Mary-Kate Olsen) és Julie Thompson (Ashley Olsen) anyukájukkal, Ronda-val (Cyntia Geary) élnek. A lányok egy nap kitalálják, hogy adnak egy kis szabadságot anyukájuknak és egyedül útra kelnek Mimi nagyihoz (Florence Paterson) Richmond-ba. 
Út közben elrabolják őket a karácsonyi csomagtolvajok Sherley (Rhea Perlman) és Harvey (Jerry Van Dyke), akik a jelenlegi elsőszámú üldözöttjei Bősz felügyelőnek (Stuart Margolin).
Anyukájuk és lehendő párja, a lottó függő Eddie Popko (J. Eddie Pack) mindenáron igyekeznek visszaszerezni őket, ebben segít nekik Bősz felügyelő.
Sikerül visszaszerezni a lányokat és még Mimi nagyihoz is eljutnak.
De itt még nincs vége a megpróbáltatásoknak, ugyan is Bősz felügyelő tévesen Ronda-t és Eddie-t tartózatja le, mint a csomagtolvajokat. De nekik aztán sikerül tisztázni magukat és az igazi csomagtolvajok, Sherley és Harvey kerülnek rács mögé.
Végül szerencsésen oda érnek az Eddie által hőn áhított lottó nyereményjátékra is, kipörgetik a jackpot-t, Ronda és Eddie pedig össze jönnek egymással és így minden jó, ha a vége jó.

## Szereplők
| Szerep                            | Színész              | Magyar hang      |
| --------------------------------- | -------------------- | ---------------- |
| Shara Thompson                    | Mary-Kate Olsen      | Szabó Luca       |
| Julie Thompson                    | Ashley Olsen         | Szalay Gyöngyvér |
| Rhonda Thompson                   | Cynthia Geary        | Bíró Anikó       |
| Eddie Popko                       | J. Eddie Peck        | Rudolf Péter     |
| Shirley                           | Rhea Perlman         | Fodor Zsóka      |
| Harvey                            | Jerry Van Dyke       | Beregi Péter     |
| Gremp nyomozó                     | Stuart Margolin      | Harsányi Gábor   |
| Stacey                            | Venus Terzo          |                  |
| Mikulás a karneválon              | Rick Poltaruk        | Hankó Attila     |
| Viccelődő rendőr a parkolóban     | Andrew Wheeler       | Kapácsi Miklós   |
| Mimi nagyi                        | Florence Paterson    | Pásztor Erzsi    |
| Lottó-nyereményjáték vezető       | Bob Saget            | Kassai Károly    |
| Lottó-nyereményjáték segéd        | Lori Loughlin        | Kiss Erika       |
| Lottó-nyereményjáték néző         | Candace Cameron Bure | nem szólal meg   |
| Lottó-nyereményjáték néző         | Andrea Barber        | nem szólal meg   |
| Lottó-nyereményjáték biztonságiőr | John Destry          | Kapácsi Miklós   |
| Szaxofonozó koldus                | Frank Lewis          |                  |

## Érdekességek
Az Irány a nagyi 1992-ben készült. Ekkor még javában ment a Bír-lak című sorozat is, amely az Olsen-ikrek első komolyabb tévés szereplése volt. Valószínűleg emiatt szerepelt a filmben a Bír-lak Danny Tannerjét megformáló Bob Saget, aki a lottósorsolás műsorvezetőjét alakítja. Lori Loughlin (a sorozatban Rebecca Donaldson) a műsorvezető segédjeként tűnik fel, Candace Cameron Bure cameoszerepben látható.
A film forgatása közben Mary-Kate felmászott egy fára és egy ág majdnem kiszúrta a szemét. Emiatt abban a jelenetben, mikor a kamionos pihenőben vannak Eddie-val, az ő szerepét is Ashley játszotta.